# Bothropolys permundus
Bothropolys permundus är en mångfotingart som först beskrevs av Chamberlin 1902.  Bothropolys permundus ingår i släktet Bothropolys och familjen stenkrypare. Inga underarter finns listade i Catalogue of Life.